# Sabra (Tlemcen)
Pour les articles homonymes, voir Sabra.
Sabra (anciennement Turenne pendant la colonisation française), est une commune de la wilaya de Tlemcen en Algérie.

## Géographie

### Situation
Le territoire de la commune de Sabra est situé au centre de la wilaya de Tlemcen. Son chef-lieu est situé à environ 20 km à vol d'oiseau à l'ouest de Tlemcen.
| Hammam Boughrara | Ouled Riyah | Beni Mester      |
| Bouhlou          | Sabra       | Terny Beni Hdiel |
| Bouhlou          | Bouhlou     | Aïn Ghoraba      |

### Localités de la commune
En 1984, la commune de Sabra est constituée à partir des localités suivantes :
- Sabra
- Oued Zitoun
- Chréa
- Barbata
- Tileft
- Sidi Larbi Bouzegza
- Belghafer
- Moul El Dechra
- Djerda
- Moulksir
- El Mechaouer

## Histoire
En 1897, lors de la colonisation, la ville est nommée Turenne et fait partie du département d'Oran. En 1958, la commune fait partie du département de Tlemcen. Après l'indépendance, elle prend le nom de Sabra.
La communauté de Sabra est principalement habitée par la plus ancienne tribu de la wilaya de Tlemcen, la tribu Beni Snous.
Les habitants de Beni Snous forment un îlot berbérophone de l'ouest algérien. Sur le plan linguistique, ils peuvent être rattachés à l'ensemble des Rifains et plus particulièrement aux Béni-Snassen du Maroc vivant de l'autre côté de la frontière. Les habitants sont villageois et arboriculteurs.
Entre 1905, le sociologue français Edmond Destaing a étudié ce parler. Il en a écrit plusieurs essais dont le Dictionnaire français-berbère (dialecte des Beni Snous).
Le 14 septembre 1932 un accident ferroviaire fait 55 morts.

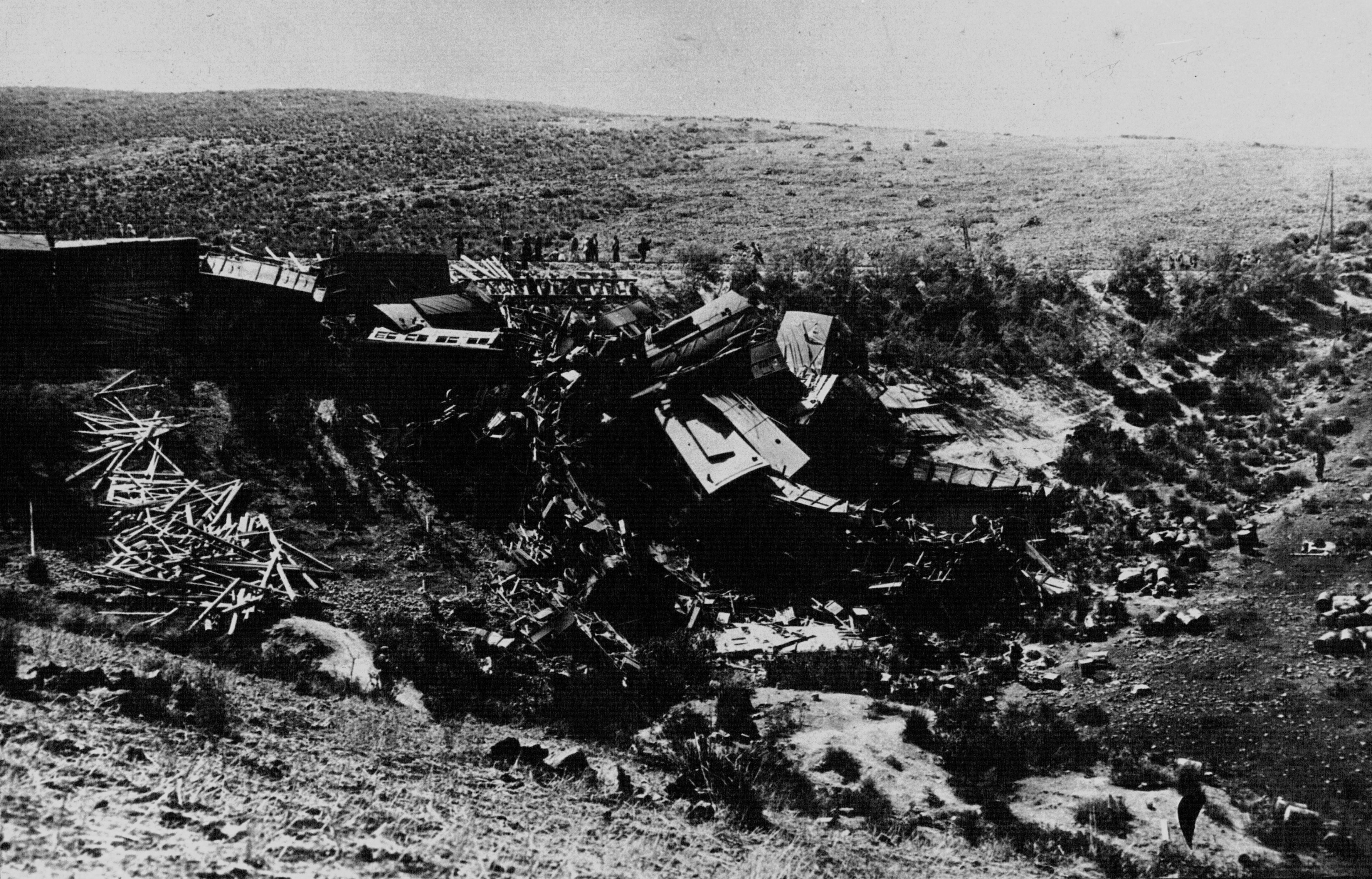
Vue de l'accident de chemin de fer de Tlemcen

## Démographie
Selon le recensement général de la population et de l'habitat de 2008, la population de la commune de Sabra est évaluée à 28 555 habitants contre 8 084 en 1977 :
| 1977  | 1987   | 1998   | 2008   |
| ----- | ------ | ------ | ------ |
| 8 084 | 16 209 | 24 605 | 28 555 |